# The hitmedley (BZN)
The hitmedley is een medley van de Volendamse band BZN uit 2005.
De medley werd uitgebracht ter gelegenheid van het veertigjarig jubileum van BZN en bevat enkele grote hits van de groep, te weten Mon amour, Banjo man, Yeppa, El Cordobes en Rockin' the trolls. Op de single staat echter ook een langere versie, met naast de genoemde nummers ook gedeeltes van Che sarà, Wedding bells en Just an illusion.
De single bereikte de Nederlandse Top 40 niet en bleef steken in de tipparade. In de Single Top 100 behaalde The hitmedley de vijftiende plaats.
| The Hitmedley in de Tipparade - binnen: 24 oktober 2005 | The Hitmedley in de Tipparade - binnen: 24 oktober 2005 | The Hitmedley in de Tipparade - binnen: 24 oktober 2005 | The Hitmedley in de Tipparade - binnen: 24 oktober 2005 | The Hitmedley in de Tipparade - binnen: 24 oktober 2005 | The Hitmedley in de Tipparade - binnen: 24 oktober 2005 |
| Week                                                    | 1                                                       | 2                                                       | 3                                                       | 4                                                       | 5                                                       |
| ------------------------------------------------------- | ------------------------------------------------------- | ------------------------------------------------------- | ------------------------------------------------------- | ------------------------------------------------------- | ------------------------------------------------------- |
| Nummer                                                  | 27                                                      | 23                                                      | 20                                                      | 18                                                      | uit                                                     |